# Pogonioefferia inflata
Pogonioefferia inflata là một loài ruồi trong họ Asilidae. Pogonioefferia inflata được Hine miêu tả năm 1911. Loài này phân bố ở vùng Tân Bắc giới.